# زائفة مقلية
زائفة مقلية (الاسم العلمي: Pseudomonas alcaligenes) هي نوع من البكتيريا تتبع جنس الزائفة من فصيلة الزوائف.